# Кошкендей, Игорь Михайлович
Игорь Михайлович Кошкендей (тув. Игорь Михайлович Көшкендей; род. 9 мая 1978) — носитель и виртуоз уникального феномена — тувинского горлового пения хоомей.
Народный хоомейжи Республики Тыва (2007), обладатель премии Правительства Российской Федерации «Душа России» за вклад в развитие народного творчества (2017), Заслуженный артист Республики Тыва (2024). Обладатель почетного звания Достояние Республики Тыва, многократный обладатель Гран-При международных, всероссийских, региональных и республиканских фестивалей, конкурсов, этномузыкальных симпозиумов кочевых народов и живой музыки, лидер и солист легендарного фольклорного ансамбля «Чиргилчин», директор ГБУ «Центр развития тувинской традиционной культуры и ремесел». Обладатель латиноамериканской премии «Grammy». 

## Биография
Игорь Михайлович Кошкендей родился 09 мая 1978 года в селе Арыскан Улуг-Хемского района Республики Тыва. Творческую деятельность он начал в Арысканской средней школе, участвуя в смотрах художественной самодеятельности, в качестве исполнителя горлового пения. В 1993 году закончил Республиканскую общеобразовательную музыкально-художественную школу искусств им. Р.Кенденбиля по специальности «Хоомей» («горловое пение»). С 1993 по 1997 годы  учился в Кызылском училище искусств на отделении национальных инструментов по классу «Игил», «Хоомей». Будучи студентом, он выступал в студенческом фольклорном ансамбле «Чангы-Хая». В 1995 году  И. Кошкендей завоевал Гран-при Республиканского конкурса «Хоомей-95» (г. Чадан). В 1996 году Игорь становится солистом, а затем и лидером, в будущем всемирно известного фольклорного ансамбля  «Чиргилчин»,творчество которого  завоевало заслуженное признание искушенных критиков и музыковедов, заняв прочное лидирующее место в мировой этнической музыке. С первых дней создания Тувинского национального оркестра, Игорь Кошкендей является одним из его главных солистов.

## Деятельность

Выступление И.М. Кошкендея. Фото В.Балчый-оол

В 1996 г. Кошкендей И.М. стал солистом фольклорного ансамбля «Чиргилчин», который по сей день считается самым успешным ансамблем по популяризации тувинского горлового пения во всем мире. В программе ансамбля преобладают бытующие в народе традиционные песни. С приходом Игоря Кошкендея в мир хөөмея, точка зрения музыковедов всего мира, знакомых с творчеством Игоря Кошкендея и ансамбля в целом, о признании его жемчужиной мировой музыкальной культуры стала единой. Об этом написано в журнале «Нью-Йорк таймс». Бесспорно, Игорь Кошкендей является важнейшей фигурой в этническом музыкальном мире, оказывающий весомое влияние на развитие этнической музыки народов России. На примере данного ансамбля стали создаваться ансамбли этнической музыки в других регионах, например «алтайкай», хакасский «Жарки». Когда тувинские исполнители горлового пения, в том числе Игорь Кошкендей и ансамбль «Чиргилчин» стали гастролировать с тувинским горловым пением по миру престиж этнической музыки тувинских музыкантов России поднялся на высокую ступень. Творчество ансамбля «Чиргилчин» столь уважаемо и высоко оценено, что их приглашают на государственные мероприятия международного уровня. В 2016 году ансамбль «Чиргилчин» выступил с праздничным концертом, организованным Посольством России в Швейцарии. В этом же году по приглашению Монголии ансамбль дал сольный концерт  в Монголии. Организованный в 2015 году в Норвегии сольный концерт фольклорного ансамбля «Чиргилчин» «Riddu-Riddu» прошел с аншлагом, собрав восторженные отзывы и слова благодарности.
В 2014 году Кошкендей И.М. стал инициатором работы по выявлению, сохранению, развитию и актуализации объектов нематериального культурного наследия тувинцев. Многие проекты Кошкендея И.М. успешно реализуются на базе Центра развития тувинской традиционной культуры и ремесел. Игорь Михайлович является автором методических пособий для учителей и преподавателей по обучению хөөмею и дидактико-иллюстративных материалов по тувинскому фольклору и хөөмею. Благодаря его инициативе стали возрождаться давно забытые элементы традиционной культуры, как национальные игры по стрельбе из традиционного лука, бычьи шахматы, сказительское искусство. В репертуар тувинских исполнителей вернулись песни, которые были сохранены только у этнических тувинцев Китая и Монголии. Ежегодно под его руководством сотрудники Центра тувинской культуры проводят полевые исследования и научные экспедиции.

## Педагогическая деятельность
Помимо концертных выступлений, Игорь Кошкендей активно занимается педагогической деятельностью, обучая талантливых детей горловому пению.
С 1997 по 2001 годы работал преподавателем музыки гимназии № 9 г. Кызыл, по классу «Национальные инструменты и хоомей».С 2003 по 2005 года являлся преподавателем Кызылского училища искусств им. А.Б.Чыргал-оол по классу изучение « Изучение фольклорных инструментов и хоомея».  В 2013 году работал преподавателем хөөмея в республиканской общеобразовательной музыкально-художественной школе им. Р. Д. Кенденбиля. 
Сегодня он дает уроки и мастер-классы по хоомею и игре на тувинских традиционных музыкальных инструментах не только в Туве и России, но далеко за ее пределами, ведет беседы на самые актуальные темы по этноспорту, учит детей  основам конных скачек, национальной борьбы хуреш, стрельбы из традиционного лука «урянхай тыва ча» и т.д.

## Личная жизнь
Женат, отец двоих сыновей.

## Награды

### Награды, полученные на всероссийских фестивалях, конкурсах, выставках в период с 1999-2017 гг.
1. Обладатель ГРАН-ПРИ Республиканского конкурса горлового пения «Хоомей-1995». г. Чадан, 1995.
2. Лауреат II Международного Симпозиума «Хоомей» (горловое пение) – феномен культуры народов Центральной Азии в номинации «Сыгыт». г.Кызыл, 1995 .
3. Диплом обладателя Гран-при III Международного этномузыкального Симпозиума «Хоомей» (горловое пение) – феномен культуры народов Центральной Азии. г. Кызыл, 1998[5].
4. Обладатель диплома лауреата III степени I Международного фестиваля "Сыгыт, Хоомей на земле Овюрской", посвященного памяти Народного хоомейжи Тумат Геннадия Хайдыповича. Овюр, 1998.
5. Кошкендей И.М. обладатель номинация «Лучший инструменталист» I Республиканского фестиваля живой музыки «Устуу-Хурээ-1999». г. Чадан, 1999.
6. Фольклорная группа «Чиргилчин» признана «Лучшая фолк-группа» I Республиканский фестиваль живой музыки «Устуу-Хурээ-1999». г. Чадан, 1999.
7. 1ST  POSITION COMPETITIONS “FOLK SONG SOLO”, “INSTRUMENTAL FOLK GROUP” LLANGOLLEN INTERNATIONAL MUSICAL EISTEDDFOD - победитель номинаций «Соло народной песни», «Инструментальная группа» Международный музыкальный фестиваль. Ланголлен, Уэльс, Великобритания,     2000.
8. Обладатель Гран-При Международного фестиваля «Дембилдей-2002». г.Кызыл, 2002.
9. Фольклорный ансамбль «Чиргилчин» признан «Лучшим ансамблем» Международного фестиваля «Дембилдей-2002», Кызыл, 2002.
10. Фольклорный ансамбль «Чиргилчин» победитель IV Республиканского фестиваля живой музыки «Устуу-Хурээ-2002», г. Чадан, 2002.
11. За     достигнутые успехи в области культуры и искусства за 2002 год  Кошкендей И.М. был присужден диплом в номинации «Хоомейжи года». Кызыл, 2003.
12. Кошкендей И.М. награжден Третьим Призом в Первом Международном конкурсе исполнителей горлового пения «хоомей» в Китае. Китай, 2003.
13. Диплом обладателя Гран-При среди ансамблей V Международного симпозиума «Хоомей – феномен культуры народов Центральной Азии», приуроченного к Году хоомея в Республике Тыва. Кызыл, 2008.
14. Фольклорный ансамбль «Чиргилчин» признан «Лучшей ФОЛК-ГРУППОЙ» Х Международного фестиваля живой музыки и веры «Устуу-Хурээ – 2008». Кызыл, 2008.
15. Гран-При вокально-инструментальной группе «Чиргилчин» Международного фестиваля этнической музыки и ремесел «Мир Сибири». Красноярский край, п. Шушенское,     2012.
16. Кошкендей И.М. обладатель Гран-При Республиканского конкурса исполнителей горлового пения «ХООМЕЙ» (среди профессиональных хоомейистов) в рамках VI Международного этномузыкального симпозиума «Хоомей – феномен культуры народов Центральной Азии». Кызыл, 2013.
17. Фольклорный ансамбль «Чиргилчин» обладатель Гран-При Первого Международного конкурса исполнителей горлового пения (хоомей) в Китае. Китай, 2013.
18. «ТЭРГҮҮН ДЭЭД ШАГНАЛ» «МОНГОЛ ХООМИЙН ОЛОН УЛСЫН IV НААДАМ» – Кошкендей И.М. обладатель Гран-при Международного фестиваля по горловому пению. Ховд, Монголия, 2016.
19. Диплом Лауреата «За исполнительское мастерство» на Всероссийском фестивале-конкурсе «Музыка Земли». Санкт-Петербург, 2016.

### Почетные звания, государственные награды
1. 2007 – присвоено почётное звание «Народный хоомейжи Республики Тыва» за заслуги в области культуры, искусства и многолетнюю  добросовестную работу.
2. 2014 — Памятная юбилейная медаль Республики Тыва в ознаменование 100-летия единения России и Тувы и 100-летия основания г. Кызыла (18 июля 2014 года) — за достигнутые успехи и многолетний добросовестный труд[6]
3. 2017 — Обладатель премии Правительства Российской Федерации «Душа России» за вклад в развитие народного творчества.
4. 2022 — Памятная медаль «День победы» (27 декабря 2022 года) — за активную гражданскую позицию[7]
5. 2024 — Почётное звание «Заслуженный артист Республики Тыва» (2 августа 2024 года) — за большой вклад в развитие культуры и искусства, многолетнюю добросовестную работу[8]

### Латинская Грэмми
В 2018 году XVIII ежегодная латиноамериканская премия GRAMMY NOMINEES отметила песню «Somos anormales» пуэрто-риканского рэпера Rezidente как лучшую в номинации BEST URBAN SONG («Лучшая городская песня»), где Игорь Кошкендей выступил в качестве соавтора. Игорю Кошкендей была вручена статуэтка Грэмми и именной сертификат.